# Aquilegia nigricans
Aquilegia nigricans là một loài thực vật có hoa trong họ Mao lương. Loài này được Baumg. mô tả khoa học đầu tiên năm 1816.

## Hình ảnh

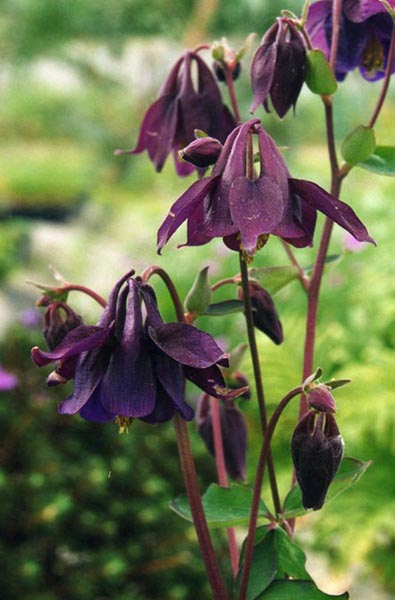